# صنهاجة (تونس)
صنهاجة إحدى قرى الجمهورية التونسية، تقع في ولاية منوبة قرب مدينة وادي الليل.

### مواضيع ذات علاقة
- ولاية منوبة.